# Ṋ
Das Ṋ (kleingeschrieben ṋ) ist ein Buchstabe des lateinischen Schriftsystems. Er besteht aus einem N mit einem untergesetzten Zirkumflex, der auf eine dentale Aussprache hinweist. Der Buchstabe wird in Tshivenda für den stimmhaften dentalen Nasal (IPA: n̪) verwendet.

## Darstellung auf dem Computer
Unicode enthält das Ṋ an den Codepunkten U+1E4A (Großbuchstabe) und U+1E4B (Kleinbuchstabe).